# Février 2006

## Actualités du mois

### Mercredi1erfévrier2006
- Palestine : le président de l'Autorité palestinienne, Mahmoud Abbas, annonce qu'il n'acceptera la formation d'un gouvernement par le Hamas que si celui-ci reconnaît l'État d'Israël.
- À la suite de la collision survenue hier au large de Cherbourg, le Chimiquier Ece a coulé lors de son remorquage. Contenant 10 000 tonnes d'acide phosphorique, il gît maintenant par 70 m de fond. Des traces d'irisation sont visibles sur le site. Les autorités précisent que le risque de pollution « n'est pas nul ».
- Actualité musicale : à la suite de son opération de la semaine dernière (voir article du 23 janvier 2006), l'état de santé du percussionniste Ray Barretto s'est aggravé. Ces complications ont conduit à le placer en unité de soins intensifs.
- France, Presse écrite, Islam : à la suite de la publication dans les colonnes de France-Soir des caricatures du prophète Mahomet précédemment parues dans des journaux danois et norvégien, le propriétaire du quotidien, l'homme d'affaires franco-égyptien Raymond Lakah, limoge le directeur du journal, Jacques Lefranc, qualifiant sa décision de « signe fort de respect des croyances et des convictions intimes de chaque individu ». Il est toutefois vivement critiqué par Anne Hidalgo, secrétaire nationale du Parti socialiste chargée de la culture et des médias (et par ailleurs première adjointe au maire de Paris), qui estime que personne ne devrait être « habilité non plus à dicter [à la presse] sa ligne de conduite ».
- France : André Giresse, ancien magistrat, est mort à l'âge de 83 ans. Après avoir présidé la cour d'appel de Paris, il fut, de 1975 à 1985, président de la cour d'assises de Paris et, à ce titre, avait prononcé, le 28 octobre 1980, la dernière condamnation à mort voulue par un jury d'assises en France, à la fin du procès de Philippe Maurice, reconnu coupable du meurtre d'un policier, et qui échappa à la guillotine après avoir été gracié par le président François Mitterrand le 25 mai 1981, quelques jours après son entrée en fonctions. Sur le plan politique, après avoir quitté le Parti socialiste, où il avait milité durant une quinzaine d'années et après avoir, dans le même mouvement, quitté la magistrature en 1985, André Giresse s'était rapproché du Front national et, à ce titre, avait apporté son soutien aux candidatures successives de Jean-Marie Le Pen à la présidence de la République, en 1988, 1995 et 2002.
- Brésil/Argentine : Après presque trois ans de négociations, l’Argentine et le Brésil signent un accord qui doit permettre de protéger les secteurs de production qui pourraient être trop durement affectés par la compétition du pays voisin. Le Mécanisme d’adaptation compétitive (MAC) permet de fixer des droits de douane sur le produit « trop compétitif » du pays voisin pour trois ans, renouvelable une fois.

### Jeudi2 février 2006
- Chili : le gouvernement de Michelle Bachelet sera composé de dix femmes et de dix hommes.
- États-Unis : Donald Rumsfeld, secrétaire à la Défense, a comparé Hugo Chávez à Hitler, devant le National Press Club à Washington, en soulignant qu'ils avaient tous deux été élus légalement avant de consolider leur pouvoir. Il ajouté que la montée des dirigeants populistes dans les dernières élections en Amérique latine était « inquiétante ».
- Malte, Euro : un peu moins de deux ans avant la mise en circulation de la monnaie européenne, prévue pour janvier 2008, le sous-secrétaire d'État aux Finances, Tonio Fenech, annonce que la face nationale des euros frappés dans son pays représentera le baptême du Christ, d'après une statue conservée en la cathédrale Saint-Jean de La Valette, œuvre du sculpteur Giuseppe Mazzuoli. Le gouvernement a fait ce choix après avoir recueilli les avis de 17 000 personnes, par téléphone et par texto.

### Vendredi3 février 2006
- Óscar Arias Sánchez est favori pour l'élection présidentielle qui se déroulera dimanche au Costa Rica. S'il est élu, cela ne fera que confirmer le virage à gauche de l'Amérique latine.
- L'affaire des caricatures de Mahomet du journal Jyllands-Posten entraîne de plus en plus de réactions dans la communauté musulmane et en Occident.
 Mercredi, le journal France-Soir a publié ces caricatures ce qui a aussitôt entraîné le limogeage du directeur de publication par les propriétaires du journal.
Par contre, d'autres organes de presse comme Libération et Charlie Hebdo, ainsi que la BBC britannique, ont annoncé qu'elles allaient, à leur tour, les publier.
Des menaces ont été proférées par des groupes palestiniens contre le Danemark et la France, et une manifestation a eu lieu à Gaza, au cours de laquelle deux grenades ont été lancées sans faire de blessés.
Le Premier ministre danois, qui doit rencontrer aujourd'hui l'ensemble du corps diplomatique à Copenhague pour évoquer la crise des caricatures de Mahomet, ne présentera pas ses excuses, a annoncé le ministre danois des Affaires étrangères cité dans la presse. Sur France info[1], les membres d'organisations religieuses françaises interrogées comprennent l'indignation des musulmans mais regrettent les violences alors que des recours en justice sont possibles lorsqu'un journal dépasse les limites de son droit à la liberté d'expression.
- Un ferry égyptien, le Al-Salam Boccaccio 98 ayant à bord 1 400 personnes, notamment des pèlerins égyptiens revenant de La Mecque, a fait naufrage dans la nuit de jeudi à vendredi en mer Rouge, au large de l'Égypte, ont annoncé les autorités égyptiennes.
Il s'agit sans doute d'un des pires naufrages de l'histoire maritime égyptienne.
Le nombre des rescapés s'élève à 385 personnes (dimanche 5 février)[2].

### Samedi4 février 2006
- Iran : Le Conseil des gouverneurs de l'Agence internationale de l'énergie atomique (AIEA) décide de transmettre le dossier nucléaire iranien au Conseil de sécurité de l'Onu, compte tenu de la suspicion entourant ses activités nucléaires.
- Brésil : à São Paulo, trois personnes sont mortes et 38 sont blessées durant une séance d'autographes du groupe mexicain RDB.
- Québec : réunis en congrès durant ce week-end à Montréal, les membres de l'Union des forces progressistes et d'Option citoyenne complètent le processus de fusion amorcé il y a 24 mois. Québec solidaire est né de cette fusion.
- Ville de Québec : cérémonie d'ouverture du Carnaval de Québec.
- Philippines : une bousculade à l'entrée d'un stade de football, à manille, a tué 73 personnes parmi la foule venue assister au jeu télévisé Wowowee, diffusé sur ABS-CBN.
- La banque française BNP Paribas s'apprête à lancer une offre d'achat sur la sixième banque italienne Banca Nazionale del Lavoro.
- Syrie : plusieurs mois après la publication des caricatures de Mahomet dans le Jyllands-Posten (30 septembre 2005), la colère de certaines organisation extrémistes de pays arabes s'amplifie contre les journaux qui ont publié ou republié ces dessins en soutien au quotidien danois et contre des pays considérés comme liés à ces journaux. Les ambassades du Danemark et de Norvège en Syrie ont été incendiées.

### Dimanche5 février 2006
- Belgique : à Bruxelles, quatre mille jeunes musulmans ont manifesté de la gare du midi jusqu'au siège de la télévision nationale. L'appel à manifester, d'origine inconnue, s'est transmis par SMS.
- Liban : à Beyrouth, violente manifestation d'extrémistes sunnites dont les groupes sont alliés à Hariri, saccageant les rues chrétiennes de la capitale en réponse aux caricatures de Mahomet au Danemark. La manifestation fut à l'origine soutenue par le mufti de la République Cheikh Mohammed Kabbani.

### Lundi6 février 2006
- Liban : Conclusion d'une Entente historique entre le Hezbollah et le Courant patriotique libre
- France : grève surprise des contrôleurs aériens de l'Aéroport Paris-Orly.
- Japon : le fabricant japonais Hitachi a présenté la plus petite puce électronique au monde. Ce circuit intégré (IC) peut être introduit dans des documents en papier accompagnant des colis, permettant ainsi leur traçabilité par de simples lecteurs sans contacts. Associé à une clef numérique de 128 bits, cette puce permet aussi d'authentifier des documents.
- France : le ministère de la Culture rend publique la découverte d'une nouvelle grotte ornée paléolithique, la grotte de Vilhonneur (Charente).
- Canada : cinq ministres québécois sont nommés dans le nouveau gouvernement fédéral dirigé par Stephen Harper, qui entre en fonction aujourd'hui[3].

### Mardi7 février 2006
- France : des manifestations ont eu lieu dans plusieurs villes de France contre le projet de CPE. Ces manifestations n'ont pas eu le succès escompté, ce qui a fait dire au Premier ministre, Dominique de Villepin, à la tribune de l'Assemblée nationale : « Évidemment, j'écoute ceux qui manifestent mais j'écoute aussi ceux qui ne manifestent pas. »
De son côté, la gauche affirme que ce n'était qu'une première étape. « Le gouvernement aurait tort de penser que c'en est fini », expliquait, mardi soir, sur France 2, François Hollande.

### Mercredi8 février 2006
- France : le juge d'instruction Fabrice Burgaud s'est présenté aujourd'hui devant la commission d'enquête parlementaire sur l'affaire dite d'Outreau. La résolution adoptée le 7 décembre 2005 par l'Assemblée nationale prévoit que la commission d'enquête, si elle est « chargée de rechercher les causes des dysfonctionnements de la justice dans l'affaire dite d'Outreau », a en outre pour mission de « formuler des propositions pour éviter leur renouvellement ». Cette audition a été retransmise par TF1, France 2, France 3 et plusieurs chaînes câblées dont La Chaîne parlementaire, qui retransmet l'intégralité des auditions depuis le début. Les deux principaux syndicats de magistrats (le Syndicat de la magistrature, réputé « de gauche », et l'Union syndicale des magistrats de sensibilité « modérée ») ont déploré la durée (7 heures) et les conditions de l'audition du juge Burgaud, estimant tous deux que la commission d'enquête devrait se consacrer en priorité à la réforme du système judiciaire français.
- Haïti : Au lendemain des élections en Haïti, le collectif « Kolektif Solidarite Idantite ak Libete » (KSL) publie un manifeste intitulé « Nan inite istorik tout pèp la, an nou repran chemen liberasyon pou nou konstwi nasyon an » (l'unité historique du peuple nous permettra de reprendre le chemin de la libération pour nous construire une nation) dans lequel il développe son point de vue sur la question théorique et la solution pratique de la (re)fondation de la nation haïtienne et préconise « l'unité historique du peuple » comme solution. Il en ressort que la domination coloniale et néo-coloniale serait la cause fondamentale des problèmes sociaux de l'île.

### Jeudi9 février 2006
- Nigeria : le virus H5N1 a été découvert en Afrique pour la première fois.
- France : le premier ministre Dominique de Villepin a décidé d'utiliser l'Article 49-3 lors du débat sur le Contrat pour l'emploi à l'Assemblée nationale. Il a estimé que les débats n'avançaient pas du fait de l'obstruction du Parti socialiste, lequel a pour sa part décidé de déposer une motion de censure.
- Affaire des caricatures de Mahomet : Le journal danois Jyllands-Posten s'est excusé auprès des Musulmans dans une lettre adressée à la presse algérienne.

### Vendredi10 février 2006
- Grèce : les téléphones du gouvernement grec seraient sous écoute depuis un an.
- Italie : ouverture des XXes Jeux olympiques d'hiver à Turin.
- Égypte : des archéologues ont découvert une tombe, KV63, dans la vallée des rois en Égypte. La dernière tombe découverte, KV62 était celle de Toutânkhamon en 1922 par l'archéologue Howard Carter.
- Haïti : René Préval serait en tête de l'élection présidentielle.
- Kosovo : Fatmir Sejdiu, 54 ans, professeur de droit, ancien bras droit du président Ibrahim Rugova, décédé le 21 janvier, est élu le parlement kosovar, au 3e tour de scrutin, président de la province serbe à majorité albanaise aspirant à l'indépendance et actuellement sous administration de l'ONU.
- Afghanistan : Le Secrétaire général adjoint aux opérations de maintien de la paix de l'ONU, Jean-Marie Guéhenno, dresse, au Conseil de sécurité, un bilan positif de la Conférence de Londres pour la consolidation de la paix en Afghanistan, au cours de laquelle a été lancé un « Pacte » avec la communauté internationale qui fait suite au « processus de Bonn ».

### Samedi11 février 2006
- Iran : des milliers d'Iraniens ont manifesté, à Téhéran, leur soutien au président Mahmoud Ahmadinejad qui a menacé implicitement de se retirer du Traité de non-prolifération nucléaire si les Occidentaux essayaient de « priver » l'Iran de son droit à développer un programme nucléaire civil.
- États-Unis : le vice-président Dick Cheney a commis un accident de chasse en tirant par erreur sur l'un de ses compagnons de chasse. La victime, Harry Whittington, 78 ans, a dû retourner aux soins intensifs lundi 13 février au matin à la suite d'un malaise cardiaque, un plomb s'étant logé dans son cœur.

### Dimanche12 février 2006
- Irak : le Royaume-Uni a ouvert, dimanche 12 février, une « enquête urgente » à propos de sévices présumés commis par ses soldats contre des civils en Irak. Ces mauvais traitements ont été révélés par l'hebdomadaire britannique News of the World. L'hebdomadaire a publié des images extraites d'une bande vidéo filmée en 2004 après des émeutes dans les rues d'une ville du sud de l'Irak non identifiée
- États-Unis : Importantes chutes de neige dans 14 États du Nord-Est des États-Unis : 68 cm de neige sont tombés dans Central Park (New York) dans la seule journée de dimanche The New York Times.

### Lundi13 février 2006
- Inde : la Cour suprême indienne a ordonné une nouvelle expertise pour déterminer si l'ancien porte-avions français le Clemenceau doit être désamianté en Inde. En attendant, l'ancien bâtiment de guerre, qui a quitté Toulon le 31 décembre, ne pourra entrer dans les eaux territoriales indiennes. À Paris, le commissaire au gouvernement du conseil d'État a recommandé la suspension de la décision de transférer le Clemenceau en Inde jusqu'à ce que le tribunal administratif de Paris statue sur le fond. La décision du conseil d'État est attendue dans la semaine.
- Irak : Ouverture turbulente de la onzième audience du tribunal, jugeant Saddam Hussein et sept dignitaires de l'ancien régime. L'ancien dictateur et les autres accusés se sont déclarés forcés à comparaître. En entrant dans la salle, Saddam Hussein, vêtu d'une dishdasha (robe masculine) s'est écrié: « A bas les traîtres. À bas Bush. Vive la oumma (nation musulmane) ».

### Mardi14 février 2006
- Cambodge : Les préparatifs du procès des Khmers rouges accusés de génocide, parmi lesquels Ta Mok (dit  Le Boucher) incarcéré depuis 1999, s'accélèrent. Il devrait commencer en 2007, ont indiqué les Nations unies à l'occasion de la visite au Cambodge de Michelle Lee, haute responsable de l'ONU chargée d'administrer le processus, tandis que le vice-premier ministre cambodgien Hor Namhong a exclu que les audiences provoquent des désordres dans le pays.
- France (2): Une manifestation à Strasbourg à l'appel de la Confédération européenne des syndicats rassemble 50 000 personnes contre la directive Bolkestein. Source: TF1.
- Belgique : inauguration de l'Atomium fraîchement rénové. Construit pour l'exposition universelle de Bruxelles, il devait être démonté après 6 mois. 48 ans plus tard, il vient de subir une cure de jeunesse. Son ingénieur, André Waterkeyn, s'est éteint pendant la rénovation en octobre 2005.
- Wikipédia : hier, une panne importante a bloqué l'ensemble des contributeurs des projets Wikimedia.

### Mercredi15 février 2006
- France : le président de la République Jacques Chirac a ordonné le rapatriement du porte-avions Clemenceau « jusqu'à ce qu'une solution définitive soit trouvée pour le démantèlement ». Jacques Chirac est par ailleurs attendu pour une visite officielle en Inde en compagnie de 5 ministres, le vendredi 17 février 2006.
- France : le Premier ministre Dominique de Villepin a décidé que tous les volatiles qui sont détenus par des éleveurs ou des particuliers devront être confinés en vue de l'approche du H5N1. Par ailleurs les canards et les oies des départements des Landes, de la Loire-Atlantique et de Vendée, pour lesquels le confinement ne pourrait être mis en œuvre, seront vaccinés.
- France : le ministre de l'Outre-mer, François Baroin, a annoncé mercredi que 100 000 personnes devraient avoir contracté le virus du Chikungunya dans la semaine dans le département français de La Réunion.

### Jeudi16 février 2006
- Suisse : le ministère public abandonne l'accusation dans l'affaire du pont de l'Aubonne.
- Autorité palestinienne : le Hamas a nommé Ismaël Haniyeh pour devenir le prochain premier ministre de l'Autorité palestinienne.
- Bangladesh : Pendant que le Clemenceau fait route vers Brest, le navire de croisière Norway ex paquebot France, dont la coque a été rachetée pour 60 millions d'euros serait susceptible de rentrer en France, pour y être aussi désamianté (3 000 tonnes). Ensuite il retournera se faire démonter dans des conditions de sécurité acceptables au regard des normes de l'Union européenne.

### Vendredi17 février 2006
- Grippe aviaire : Trois canards sauvages ont été retrouvés morts dans l'Ain, dont l'un serait porteur du virus.
Si cette nouvelle est confirmée, ce serait le premier cas connu en France (source : journal d'informations sur une radio parisienne, confirmée par une dépêche de France Info Actualité du 17/02-France Info). Le Ministère de l'Agriculture vient de préciser que des examens supplémentaires sont prévus afin de contrôler s'il s'agit du virus H5N1 ce qui devrait prendre encore quelques jours.
Une zone de protection d'un rayon de 3 km a été installée autour du lieu où a été retrouvé l'oiseau, ainsi qu'une zone de surveillance d'un rayon de 10 km.
- 3,5 millions de personnes sont menacées par la famine au Kenya selon Caritas Internationalis.
- Ray Barretto, qui avait été hospitalisé le 23 janvier 2006 pour une intervention chirurgicale lourde, et pour lequel des complications avaient nécessité de le placer en unité de soins intensifs le premier février, est décédé vendredi 17 février au Centre médical universitaire d'Hackensack (New Jersey). Ce musicien complet nous laisse une œuvre dans laquelle se mêlent et se complètent Jazz traditionnel et Salsa.
- Italie : Silvio Berlusconi, président du Conseil, candidat à sa propre succession en vue des élections législatives des 9 et 10 avril 2006, passe un accord électoral avec Alessandra Mussolini, présidente de l'Alternative sociale, coalition politique d'extrême droite (ou de droite nationale) réunissant Azione Soziale, mouvement de Mme Mussolini, Forza Nuova, parti mené par Roberto Fiore, et Fronte Sociale Nazionale, parti dirigé par Adriano Tilgher. Mme Mussolini et ses deux alliés au sein de l'Alternative sociale ont toutefois décidé de ne pas se présenter personnellement aux élections législatives.

### Samedi18 février 2006
- Congo-Kinshasa : Promulgation de la constitution de la IIIe République par le président Joseph Kabila.
- France : Le ministère de l'Agriculture confirme que le canard retrouvé mort dans l'Ain était bien porteur du virus de la grippe aviaire. C'est le premier cas confirmé de grippe aviaire en France.
- France : D'après le journal Libération, le virus Chikungunya aurait fait entre 4 et 52 victimes, depuis le début de l'épidemie.
- Rio de Janeiro, Brésil : Un million et demi de personnes sur la célèbre plage Copacabana pour le concert gratuit des Rolling Stones.
- Italie : Roberto Calderoli, ministre des Réformes constitutionnelles, membre de la Ligue du Nord, est contraint à la démission après des déclarations controversées sur l'affaire des caricatures de Mahomet ainsi que pour avoir arboré publiquement un tee-shirt sur lequel était reproduite une des caricatures controversées, ce qui avait conduit, la veille, à une manifestation près du consulat général d'Italie à Benghazi (Libye), au cours de laquelle 11 personnes avaient été tuées et 37 autres blessées, lors d'affrontements avec la police libyenne, après l'incendie du premier étage du consulat.

### Dimanche19 février 2006
- La mine de Pasta de Conchos au Mexique est touchée par une explosion de méthane provoquant l'emprisonnement des mineurs au Mexique. Cela entraîne la mort de 65 mineurs.

### Lundi20 février 2006
- Inde : Visite officielle du président français Jacques Chirac.

### Mardi21 février 2006
- Canada : Paul Bernardo, tueur et violeur, actuellement emprisonné, avoue avoir commis dix autres viols en plus de ceux déjà connus.
- France : La séance des questions au gouvernement à l'Assemblée nationale a été suspendue à la suite d'une question déplorant l'absence d'action du gouvernement, face aux effets du chikungunya, et à l'agitation qui s'est ensuivie. Durant cette séance a aussi été évoqué le Meurtre d'Ilan Halimi.
- États-Unis : Lors d'une vente aux enchères de 35 photographies historiques du Metropolitan Museum of Art de New York, chez Sotheby, à New York. une photo de sous-bois prise en 1904 par Edward Steichen, un célèbre photographe américain né au Luxembourg en 1879 et mort à New York en 1973, a atteint la somme pharaonique de 2.458,314 euros exactement. Jamais une photo n'avait atteint une somme aussi considérable. C'est trois fois plus que la plus haute estimation ! Le montant total de la vente de ces photographies, parmi lesquelles figuraient des œuvres d'Alfred Stieglitz, Margrethe Mather, Paul Outerbridge Jr, Margaret Bourke-White ... a atteint la somme impressionnante de 9,6 millions d'euros.
- Haïti : Dans une lettre ouverte au nouveau président d'Haïti René Préval publiée à Montréal, Camille Loty Malebranche estime que « Vouloir diriger Haïti doit relever d’un acte de sacerdoce ».
- Liberia : La nouvelle présidente libérienne, Ellen Johnson Sirleaf inaugure une Commission vérité et réconciliation (TRC), chargée d’enquêter sur les atrocités commises pendant la période 1979-2003 au Liberia. Pour les auteurs d’exactions ayant reconnu leurs actes et fait preuve de totale contrition, la commission aura la possibilité de recommander une amnistie, avec l’accord des victimes.

### Mercredi22 février 2006
- Irak : Un attentat détruit une partie d'un mausolée chiite dans le centre de Samarra, une ville sunnite située à 125 km au nord de Bagdad. Toute la partie droite du mausolée des imams Ali al-Hadi et Hassan al-Askari, chef-d'œuvre architectural islamique vieux de 1 200 ans, a été ravagée par une double explosion. Le dôme en or a été détruit et le revêtement en mosaïque turquoise a été totalement soufflé. L'attaque d'un de leur lieu saint les plus sacrés a provoqué la colère des Chiites, qui sont descendus dans les rues pour dénoncer cet acte criminel. Trois mosquées sunnites et un siège du Parti islamique ont été attaqués dans la capitale peu après l'attentat.
- Vatican : le pape Benoît XVI a nommé les premiers cardinaux de son pontificat. Parmi ces cardinaux, deux Français, Mgr Jean-Pierre Ricard, archevêque de Bordeaux et président de la Conférence des évêques de France, et le père jésuite Albert Vanhoye, ancien recteur de l'Institut biblique pontifical et ancien secrétaire de la commission biblique pontificale. Le pape a également nommés cardinaux, entre autres, les archevêques de Hong Kong (Chine), Séoul (Corée du Sud), Manille (Philippines) et Caracas (Venezuela). Les nouveaux cardinaux seront solennellement élevés à la dignité cardinalice lors d'une cérémonie qui se tiendra le 24 mars au Vatican, en parallèle avec le consistoire prévu pour cette date.
- Le congrès du Dakota du Sud a approuvé un décret qui, s'il est approuvé par le gouverneur Michael Rounds, rendra illégales toutes formes d'avortement, en incluant le cas de viol et inceste. (New York Times)

### Jeudi23 février 2006
- France : Une cérémonie est organisée, à la synagogue de la Victoire à Paris, en présence notamment de Jacques Chirac et de Dominique de Villepin, à la mémoire d'Ilan Halimi, jeune Juif de 23 ans, découvert agonisant le 13 février dans l'Essonne, après avoir été séquestré et torturé pendant plus de trois semaines.
- Ouganda : premier tour de l'élection présidentielle, les deux candidats les plus importants sont le président sortant Yoweri Museveni et l'ancien ministre Kizza Besigye.

### Vendredi24 février 2006
- Royaume-Uni : Le maire travailliste de Londres Ken Livingstone est suspendu de ses fonctions pour quatre semaines, à partir du 1er mars, pour avoir comparé un journaliste juif à un garde de camp de concentration nazi.
- États-Unis : Le tribunal fédéral d'Alexandria (Virginie) a achevé la présélection du jury au procès de Zacarias Moussaoui, seul inculpé aux États-Unis pour les attentats du 11 septembre 2001. Au total 86 candidats, 48 hommes et 38 femmes, ont été retenus par la juge Leonie Brinkema, bien que certains aient été contestés par la défense. C'est dans ce groupe de 86 - un de plus que le chiffre requis de 85 - que les 12 jurés du procès et leurs six suppléants seront choisis le 6 mars après un nouvel écrémage.
- Chine (1) : Wang Lujiang, recteur de l' Université des Langues et de la Culture de Pékin, signe un accord avec l' Université Hokuriku de Kanazawa (Japon), selon lequel les deux parties établiront un Institut de Confucius pour l'enseignement de la langue et de la culture chinoises, sur le territoire japonais, qui sera le 3e au Japon et le 42e dans le monde. L'institut, financé par l'université japonaise, ouvrira ses portes au mois d'avril.
- Chine (2) : Pour résoudre les difficultés de communication au sein de l'armée chinoise et dans les échanges avec les populations civiles, en raison de l'utilisation de différents dialectes par les officiers et les soldats, l'Armée populaire de libération (APL) met en place, au sein de l'Académie politique de Nanjing, capitale provinciale de la province du Jiangsu (est de la Chine), un centre de formation au mandarin chinois (Putonghua), le premier du genre dans l'armée.
- France : le virus de la grippe aviaire touche un élevage de dindes à Versailleux, dans le département de l'Ain.
- Philippines : la présidente Gloria Macapagal-Arroyo décrète l'état d'urgence après une tentative avortée de coup d'État.

### Samedi25 février 2006
- France (1) : le ministère de l'Agriculture confirme que les dindes retrouvées mortes dans un élevage de l'Ain étaient bien porteuse du virus de la grippe aviaire. C'est le premier cas de grippe aviaire dans un élevage de l'Union européenne.
- France (2) : lors des élections primaires destinées à désigner le candidat de l'UMP à la mairie de Paris en 2008, la participation des militants UMP de la fédération de Paris lors de ce vote, qui s'est en partie déroulé sur internet, s'est élevée à 78,38 %. Maire du XVIIe arrondissement et ancienne adjointe de Jacques Chirac lorsqu'il était maire de la capitale, Françoise de Panafieu a obtenu 40,69 % des suffrages. Elle devance Claude Goasguen, chef de l'opposition de droite au conseil de Paris depuis 2001, qui a recueilli 23,43 % des voix, Pierre Lellouche, qui a obtenu 18,95 % des suffrages, et l'ancien maire de la capitale, Jean Tiberi, qui arrive en quatrième position avec 16,98 % des voix. Le second tour opposera donc le 4 mars Françoise de Panafieu à Claude Goasguen.
- France (3) : Le film de Jacques Audiard « De battre mon cœur s'est arrêté » obtient un véritable triomphe, lors de la 31e cérémonie des Césars au Théâtre parisien du Châtelet, en remportant huit récompenses : meilleur film, meilleur réalisateur, meilleure musique d'Alexandre Desplat, meilleur second rôle masculin pour Niels Arestrup, meilleur espoir féminin pour Linh Dan Pham, meilleure adaptation, meilleure photo, meilleur montage... Michel Bouquet obtient le César du meilleur acteur pour son interprétation de François Mitterrand dans « Le Promeneur du Champ-de-Mars », tandis que Nathalie Baye reçoit celui de la meilleure actrice pour son rôle d'officier de police dans « Le Petit Lieutenant ».
- Irak : dans la ville sainte chiite de Kerbala, une voiture piégée en stationnement explose, faisant huit morts et 26 blessés, selon le ministère de l'Intérieur irakien. Les sanctuaires saints de l'Imam Hussein, petit-fils du prophète Mahomet, et de son demi-frère l'Imam Abbas, étaient visés, mais les mesures de sécurité ont empêché les terroristes de mener leur projet jusqu'au bout.
- Philippines : à la veille du vingtième anniversaire du renversement de Ferdinand Marcos, la présidente des Philippines, Gloria Macapagal-Arroyo, décrète l'état d'urgence et prend des mesures de sécurité draconiennes après qu'un putsch militaire ait été déjoué.
- Ouganda : d'après les chiffres officiels de la Commission électorale portant sur le dépouillement de 91 % des suffrages, le président ougandais sortant Yoweri Museveni aurait remporté l'élection présidentielle, qui s'est déroulée jeudi 23, en recueillant 60,80 % des voix contre seulement 35,96 % pour son adversaire du Forum pour le changement démocratique (FDC), Kizza Besigye, 35,96 %.
- Tunisie : En vertu d'une mesure de grâce présidentielle décidée par le Président tunisien Zine el-Abidine Ben Ali, 1 298 détenus sont libérés et 359 autres bénéficient de la liberté conditionnelle. Un nombre indéterminé d'autres prisonniers se voient accorder des réductions de peines.
- Espagne : Entre 200 000 et 300 000 personnes manifestent sous la pluie à Madrid, dans le très chic quartier madrilène de Salamanca, à l'appel de l'Association des victimes du terrorisme (AVT), en présence des dirigeants du Parti populaire (PP, droite), pour protester contre les supposées négociations entre le socialiste José Luis Zapatero et l'ETA. Depuis l'arrivée au pouvoir de Zapatero, en avril 2004, c'est la troisième marche dans la capitale contre la politique antiterroriste des socialistes.

### Dimanche26 février 2006
- États-Unis : la justice, saisie par l'Associated Press, contraint le Pentagone à publier les noms des prisonniers de Guantanamo d'ici le 3 mars.
- France - Belgique : Le conseil d'administration des groupes Suez et Gaz de France accepte la fusion des deux entreprises, dans le but de contrer l'OPA hostile du groupe italien Enel sur Suez.
- Israël : Le jour de son anniversaire (78 ans), le Premier ministre israélien Ariel Sharon, est toujours dans le coma à l'hôpital Hadassah de Jérusalem depuis la grave hémorragie cérébrale du 4 janvier dernier.
- Suisse - Berne : Un premier cas de grippe aviaire a été signalé en Suisse. Selon le porte-parole du Conseil fédéral Oswald Sigg, il y a eu des tests positifs dans la région de Genève et à Stein am Rhein.
- Algérie : Quarante-deux écoles privées francophones, la plupart situées à Alger et en Kabylie, qui avaient « ignoré la loi » qui exige d'enseigner « obligatoirement en langue arabe dans toutes les disciplines et à tous les niveaux », ont été fermées, souvent avec l'aide de la police.

### Lundi27 février 2006
- France : Ouverture du procès de Rachid Ramda, un Algérien de 35 ans, récemment extradé du Royaume-Uni, présenté comme le financier présumé des attentats de 1995 en France, devant le tribunal correctionnel de Paris.
- Union européenne : Réunion à Bruxelles du Conseil des Affaires Générales de l'Union européenne, rassemblant les ministres des Affaires étrangères des 25 pays de l'Union, pour débattre des aides à apporter à l'actuelle Autorité palestinienne, chargée des affaires courantes. Les observateurs estiment que le Conseil devrait débloquer plusieurs dizaines de millions d'euros pour cette urgente, mais reporter la question délicate de l'aide ultérieure à une administration dirigée par le Hamas.
- Taïwan : Le président taïwanais Chen Shuibian annonce qu'il va mettre fin au fonctionnement du « Conseil pour l'Unification nationale » de Taïwan et renoncer à l'application des Principes sur l'Unification nationale, au risque de provoquer des tensions entre la Chine continentale et l'île séparatiste et de menacer la paix et la stabilité régionales.
- Arabie saoudite : Un commando de cinq hommes tente d'attaquer le complexe pétrolier d'Abqaid, près de Riyad, la capitale saoudienne. L'attaque a échoué, et les cinq terroristes sont tués au cours d'un affrontement avec les forces de sécurité saoudiennes. Parmi eux figurait le chef d'Al-Qaïda en Arabie saoudite, Fahd ben Faraj al-Joweir.
- Espagne : Le militant nationaliste basque de l'ETA, Igor Angulo, 32 ans, condamné à une peine de trente-quatre ans de prison, et incarcéré depuis 1996, se pend dans sa cellule, de la prison de Cuenca, en Castille-La Manche.

### Mardi28 février 2006
- Mexique: Les 65 mineurs bloqués au fond de la mine de charbon de San Juan Sabinas, dans le nord du Mexique sont morts. Les mineurs étaient portés disparus depuis la nuit de samedi à dimanche, vers 02h00 du matin (08h00 GMT), sans eau, ni nourriture et les prélèvements dans la mine ont révélé que l'air était "totalement irrespirable".
- États-Unis : La ville de La Nouvelle-Orléans, dévastée à la fin du mois d'août 2005 par l'Ouragan Katrina, célèbre le Mardi gras en organisant son traditionnel carnaval comme chaque année. Le message que les autorités de la ville et de la Louisiane ont voulu faire passer en décidant de maintenir le carnaval est que, malgré les difficultés, la ville martyre est à nouveau capable de faire la fête. Mais cette décision a été contestée par une partie de la population, qui pense que cela envoie en fait un mauvais message : montrer une ville qui se remet debout alors qu'elle est toujours effondrée.
- Chine (1) : Le Bureau d'État des Statistiques (BES) chinois annonce que la population chinoise a augmenté de 7,68 millions de personnes en 2005, soit une croissance naturelle de 5,89 pour mille, contre 5,87 pour mille en 2004. Au 31 décembre 2005, la population chinoise a atteint 1 307 560 000 personnes, dont 562 millions de personnes vivant en ville et 745 millions de personnes dans les régions rurales. Sur ce chiffre total, on compte 674 millions d'hommes (soit 51,5 %) et 634 millions de femmes (soit 48,5 %). En 2005, la Chine a enregistré plus de 16 millions de naissances et environ 8,49 millions de décès.
- Chine (2) : Le Parlement chinois, lors de la 20e session du Comité permanent de l'Assemblée populaire nationale de Chine, réunie à Pékin, ratifie la Convention internationale contre le financement du terrorisme.
- Allemagne : découverte d'un chat mort des suites du H5N1 sur l'île de Rügen. La chasse des chats à proximité des habitations a été autorisée.
- France : La conférence internationale Financements innovant du développement réunit environ 100 pays. Elle a pour but d'instaurer une taxe de solidarité sur les billets d’avion afin d'être redistribuée aux pays en développement pour permettre de financer notamment les salaires d'instituteurs et l'achat de médicaments.
- Côte d'Ivoire : Après un report de 24 heures, le sommet extraordinaire des protagonistes de la crise ivoirienne débute à Yamoussoukro, la capitale officielle de la Côte d'Ivoire, en présence du Président de la République, Laurent Gbagbo, du Premier ministre, Charles Konan Banny et du chef des rebelles, Guillaume Soro. Les dirigeants des deux principaux partis d'opposition - l'ex-Premier ministre Alassane Ouattara et l'ancien chef de l'État Henri Konan Bédié - participent également à cette première rencontre en terre ivoirienne des principaux leaders depuis le début de la guerre civile, en septembre 2002.
- Irak : Les violences redoublent en Irak, où de multiples attaques se sont produites à Bagdad :
  - En soirée, une voiture piégée a explosé près d’une mosquée chiite dans le quartier de Hourriyah de Bagdad, faisant 10 morts et 50 blessées, selon un premier bilan du ministère de l’Intérieur.
  - Plus tôt, trois attentats, deux à la voiture piégée et un mené par un kamikaze qui a fait exploser sa charge explosive, ont secoué presque simultanément des quartiers mixtes chiites et sunnites dans Bagdad, tuant au moins 30 Irakiens et blessant 130, selon des sources policières et hospitalières. Les attaques ont visé un marché, un bureau de poste et une file d’attente pour l’achat du fioul domestique.
  - Toujours à Bagdad, un attentat a visé le général Daham Radi al-Assal, conseiller du ministre irakien de la Défense, qui en est sorti indemne, mais cinq de ses gardes du corps ont été tués et sept blessés dans l’explosion d’une bombe au passage de son convoi.

Toutes ces attaques portent le bilan à près de 400 morts en une semaine en Irak, depuis le dynamitage du mausolée chiite de Samarra.
- Chypre : Le secrétaire général de l'ONU Kofi Annan et le président chypriote Tassos Papadopoulos se rencontrent à Paris pour examiner la situation à Chypre et les moyens d'avancer dans le processus menant à la réunification de l'île.
- Kazakhstan : Le lancement depuis le cosmodrome de Baïkonour du satellite ARABSAT 4A par le lanceur Proton M/Breeze M est un échec.